# クロリルイオン
クロリルイオン (英: chloryl ion) は、化学式が ClO2+ と表される赤色のカチオンである。この多原子イオンは亜塩素酸イオンと同一の構造と化学式をもつが、塩素の酸化数は+3でなく+5である。2つの酸素原子は中心の塩素原子を酸化して二重結合を形成し、さらに他の化学種が塩素を酸化してカチオンとなっている。塩素には1対の孤立電子対がある。亜塩素酸イオンの場合は、塩素原子が一方の酸素原子と二重結合をつくり、もう一方の酸素原子とは単結合している。ClO2F や [ClO2][RuF6] などのクロリル化合物はすべて反応性が高く、水や多くの有機化合物と反応する。

## 構造
ClO2+ は二酸化硫黄と等電子的で、結合角約120度の折れ線形である。この結合の結合伸縮エネルギーは Cl-O 結合が二重結合性を帯びていることを示している。
ClO2+ の赤色は、電子が反結合性軌道に遷移することに起因している。SO2 の遷移は、光吸収スペクトルが可視光域でないため無色である。対イオンとの相互作用の強さは、この反結合性軌道のエネルギーに影響を与える。それゆえ、無色のクロリル化合物では、結合のより高い共有性により、対イオンとの強い相互作用が光吸収スペクトルを可視光域の外側にシフトさせる。

## 化合物
クロリル化合物は大きく2種類に分けられる。1種類は無色で、フッ化クロリル ClO2F などがある。これらは適度に反応性である。イオン性クロリル化合物のように名付けられるが、フッ化クロリルはフッ化物イオンとクロリルイオンのイオン性化合物ではなく、共有結合性化合物である。
もう1種類は、非常に反応性の高い赤色の化合物である。フルオロ硫酸クロリル ClO2SO3F や三硫酸クロリル (ClO2)2(S3O10) などがある。これらの化合物はフルオロ硫酸の赤色溶液中で解離した ClO2+ を含む。固相では、ラマン分光法や赤外分光法で対イオンとの強い相互作用を示す。固体のクロリル化合物のすべてが、必ずしもイオン性であるとは限らない。ClO2F に BF3 と PF5 を反応させた生成物は真の塩ではなく、むしろ分子性付加物であるとされる。
1つの注目すべきクロリル化合物は六酸化二塩素（中国語: 六氧化二氯）である。これは、より正確には過塩素酸クロリル [ClO2]+[ClO4]− というイオン性化合物として存在する。これは標準状態で赤色の発煙性液体である。
クロリル化合物の多くは ClO2F と強いルイス酸の反応によって合成される。
ClO2F + AsF5 → [ClO2][AsF6]
他のルートも可能である。
5 ClO2 + 3 AsF5 → 2 [ClO2][AsF6] + AsF3O + 4 Cl2
Cl2O4 + 2 SbF5 → [ClO2][SbF6] + SbF3O + ClO3F
強いルイス塩基によってメタセシス反応が起こることがある。例えば、ヘキサクロロ白金(V)酸クロリルとフッ化ニトロイルの反応ではニトロニウム塩が生じる。
[ClO2][PtF6] + NO2F → [NO2][PtF6] + ClO2F